# Landtagswahl in Niederösterreich 1959
- SPÖ: 25
- ÖVP: 31

Die Landtagswahl in Niederösterreich 1959 fand am 10. Mai, gemeinsam mit der Nationalratswahl 1959, statt. Es gab zwei Wahlzettel: einen weißen für den Nationalrat und einen gelben für den Landtag. Während die KPÖ aus dem Landtag ausschied, konnten die anderen antretenden Parteien Stimmengewinne erzielen. Die ÖVP erreichte mit 31 der 56 Mandate die absolute Mehrheit im Landtag.

## Antretende Parteien und Wahlkreise
Zur Wahl traten in Niederösterreich vier Parteien an:
- Österreichische Volkspartei (ÖVP)
- Sozialistische Partei Österreichs (SPÖ)
- Kommunisten und Linkssozialisten (KLS)
- Freiheitliche Partei Österreichs (FPÖ)

Die KPÖ trat bei dieser Wahl als „Kommunisten und Linkssozialisten“ an. Die FPÖ hatte sich erst drei Jahre zuvor gegründet, die meisten Parteimitglieder kamen von der Wahlpartei der Unabhängigen (WdU). Wie schon bei den letzten Landtagswahlen wurde in vier Wahlkreisen gewählt.

## Vorläufiges Wahlergebnis
Um die teilweise großen Unterschiede in den Wahlkreisen darzustellen, ist nachfolgend das vorläufige Wahlergebnis vom 12. Mai 1959 dargestellt. Da die Restmandate noch nicht fix ausgezählt waren, sind in der Zeile „Gesamt“ die Grundmandate und nach dem Plus die Restmandate angeführt.
| Partei                         | Gesamt  | Gesamt  | ÖVP     | ÖVP     | ÖVP     | SPÖ     | SPÖ     | SPÖ     | FPÖ     | FPÖ    | FPÖ   | KLS     | KLS    | KLS   |
| Partei                         | Stimmen | Mand.   | Stimmen | %       | Mand.   | Stimmen | %       | Mand.   | Stimmen | %      | Mand. | Stimmen | %      | Mand. |
| Viertel ober dem Manhartsberg  | 156.541 | 11      | 95.633  | 61,09 % | 7       | 52.804  | 33,73 % | 4       | 6.606   | 4,22 % | 0     | 1.498   | 0,96 % | 0     |
| Viertel unter dem Manhartsberg | 183.279 | 11      | 108.660 | 59,29 % | 7       | 64.893  | 35,41 % | 4       | 6.336   | 3,46 % | 0     | 3.390   | 1,85 % | 0     |
| Viertel ober dem Wienerwald    | 232.301 | 14      | 123.046 | 52,97 % | 8       | 94.810  | 40,81 % | 6       | 8.209   | 3,53 % | 0     | 6.236   | 2,68 % | 0     |
| Viertel unter dem Wienerwald   | 290.252 | 16      | 111.285 | 38,34 % | 7       | 152.084 | 52,40 % | 9       | 12.821  | 4,42 % | 0     | 14.062  | 4,84 % | 0     |
| Gesamtergebnis                 | 862.373 | 52 (+4) | 438.624 | 50,86 % | 29 (+2) | 364.591 | 42,28 % | 23 (+2) | 33.972  | 3,94 % | 0     | 25.186  | 2,92 % | 0     |

## Amtliches Endergebnis
|                    | Ergebnisse 1959 | Ergebnisse 1959 | Ergebnisse 1959 | Ergebnisse 1954 | Ergebnisse 1954 | Ergebnisse 1954 | Differenzen | Differenzen | Differenzen |
| ------------------ | --------------- | --------------- | --------------- | --------------- | --------------- | --------------- | ----------- | ----------- | ----------- |
| Stimmen            | %               | Mand.           | Stimmen         | %               | Mand.           | Stimmen         | %           | Mand.       |             |
| Wahlberechtigte    | 929.059         |                 |                 | 927.472         |                 |                 | + 1.587     |             |             |
| Abgegebene Stimmen | 886.422         | 95,41           |                 | 878.855         | 94,76 %         |                 | + 7.567     | + 0,74 %    |             |
| ungültige Stimmen  | 24.057          | 2.59            |                 | 17.419          | 1,88 %          |                 | + 6.638     | + 0,71 %    |             |
| gültige Stimmen    | 862.365         | 92.82           |                 | 861.436         | 92,88 %         |                 | + 929       | - 0,06 %    |             |
| Partei             |                 |                 |                 |                 |                 |                 |             |             |             |
| ÖVP                | 438.625         | 50,86 %         | 31              | 436.686         | 50,69 %         | 30              | + 1.939     | + 0,17 %    | + 1         |
| SPÖ                | 364.589         | 42,28 %         | 25              | 353.070         | 40,99 %         | 23              | + 11.519    | + 1,29 %    | + 2         |
| FPÖ                | 34.059          | 3,95 %          | 0               | 22.039          | 2,56 %          | 0               | + 12.020    | + 1,39 %    | ± 0         |
| KLS                | 25.092          | 2,91 %          | 0               | 49.641          | 5,70 %          | 3               | - 24.549    | - 2,79 %    | - 3         |
| Gesamt             | 862.365         | 100 %           | 56              | 861.436         | 100 %           | 56              | + 929       | ± 0         | ± 0         |